# Dova Superiore
Dova Superiore è una frazione di Cabella Ligure in provincia di Alessandria in val Gordenella, tributaria della val Borbera, si trova presso la strada che conduce al valico di San Fermo e quindi a Vallenzona e a Vobbia.

## Storia
Nota dall'anno 869, quando l'Imperatore Ludovico II donò Dova Superiore alla moglie Engelberga per usarla come luogo di caccia.

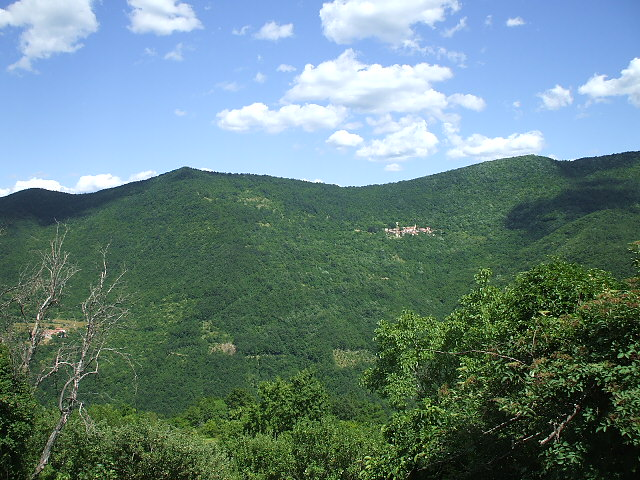
Panorama

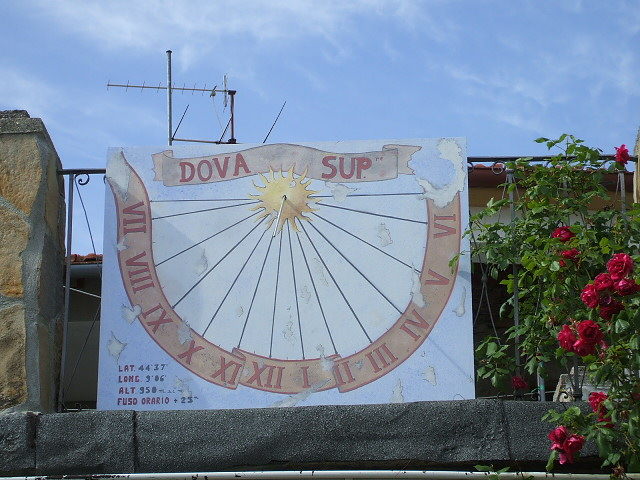
Una meridiana a Dova Superiore.

L'abbazia di Dova Superiore venne forse distrutta dai saraceni intorno al X secolo.
Dova Superiore entrò a far parte dei Feudi Imperiali e fu infeudata a varie famiglie genovesi dei Fieschi, degli Spinola e dei Doria.
Dal 1797 seguì le sorti della Repubblica Ligure e divenne frazione di Mongiardino Ligure.
Nel 1908 venne costruito l'acquedotto con le tubazioni prese da una nave in disuso attraccata al porto di Genova.
Nel 1934 arrivò a Dova Superiore l'energia elettrica.
Nel 1948 venne eretta sulla collinetta antistante la piccola frazione una cappella dedicata a Sant'Anna, patrona della frazione.
Nel 1956 la frazione passò dal comune di Mongiardino Ligure a quello di Cabella Ligure, a causa della distanza dal comune di Mongiardino Ligure.

## Chiesa di San Martino

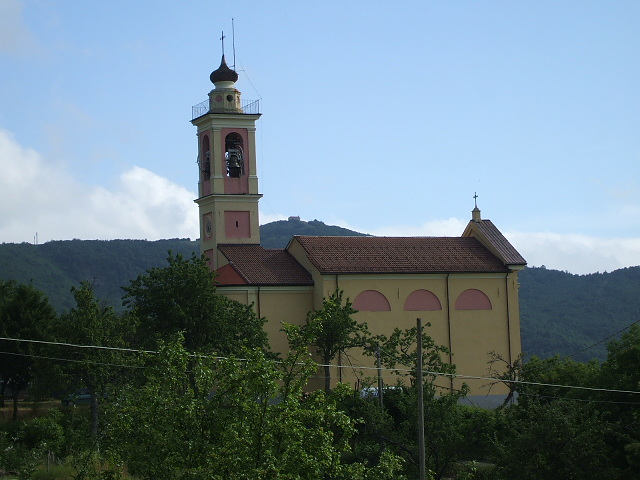
La Chiesa di San Martino

La chiesa di San Martino dipende dalla diocesi di Tortona, la parrocchia comprende anche Guazzolo e Casalbusone.
La chiesa attuale venne costruita a fine '800 dall'ing. Daniele Guidobono, dato che nel 1870 era crollata l'antica chiesa a causa di una frana.
La parrocchia di Dova Superiore perse le frazioni di Berga, Campassi e Agneto nel 1622 a causa dell'elevazione in parrocchia di Agneto. Anticamente faceva parte della parrocchia di Dova Superiore anche la cappella di San Fermo sul valico di San Fermo, ora sotto l'arcidiocesi di Genova.

## Manifestazioni
- 26 luglio - Festa di Sant'Anna
- 9 agosto - Festa di San Fermo alla cappella sul valico di San Fermo, organizzata con l'ANPI di Genova, la diocesi di Tortona e l'arcidiocesi di Genova
- prima Domenica successiva al 18 agosto - Festa della Montagna

## Distanze
Genova 60 km
Alessandria 77 km
A7 casello Vignole-Arquata: 31 km
A7 casello Isola del Cantone: 26 km
Stazione di Arquata Scrivia 33 km

## Società

### Evoluzione demografica
1931: 154
1967: 109
1978: 95
1999: 67
2012: 46